# Artificial Paradise
Artificial Paradise — шестой студийный альбом американской поп-рок группы OneRepublic, выпущенный 12 июля 2024 года на лейблах Mosley Music Group и Interscope Records. Он следует за их пятым студийным альбомом Human (2021) и включает в себя синглы «Sunshine», «West Coast», «I Ain’t Worried», «Runaway», «Mirage» с Мишаалом Тамером (из Assassin’s Creed Mirage), «I Don’t Wanna Wait» с Давидом Гетта, «Nobody» (из Kaiju No.8) и «Fire (Official UEFA Euro 2024 Song)» с Meduza и Leony. Последние три были включены только в цифровое издание альбома. «Hurt» был первым синглом, выпущенным после анонса альбома. Альбом является последним по контракту группы с Interscope, прежде чем они перешли на A&M Records. Переиздание альбома вышло 6 декабря 2024 года и включало акустические версии некоторых треков.

## История создания
В сообщении в социальных сетях, анонсирующем Artificial Paradise, вокалист Райан Теддер объяснил, что альбом начался с их сингла «West Coast», который был написан в 2016 году в гостиничном номере в Новом Орлеане, а затем последовали дополнительные отдельные синглы в последующие восемь лет, которые, по мнению группы, «не совсем имели смысл вместе», но были сохранены, поскольку все больше песен были написаны и записаны «в разных гостиничных номерах и студиях, разбросанных по всему миру». Теддер сказал, что остальная часть альбома была затем завершена «в последние пару лет», поскольку они «путешествовали по миру, полному искусственных историй и конструкций». Он описал название альбома как «слишком созвучное миру, в котором мы сейчас живем, и стремлению многих людей, к лучшему или к худшему». Анонс сопровождался клипом заглавного трека альбома.
Плейлист для цифровой версии альбома был изменен Теддером за две недели до его выпуска, потому что он не «течёт» и не будет «чувствоваться новым» для поклонников группы. Цифровой трек-лист организован таким образом, что все новые песни, за исключением «I Ain’t Worried», будут в начале альбома, а все ранее выпущенные отдельные синглы будут в конце. Физические издания альбома отражают оригинальный плейлист.

## Синглы
В альбом вошли восемь синглов, выпущенных с 2021 по 2024 год: «Sunshine», «West Coast», «I Ain’t Worried» (из Top Gun: Maverick), «Runaway», «Mirage» с Мишаалом Тамером (из Assassin’s Creed Mirage), «I Don’t Wanna Wait» с Давидом Гетта, «Nobody» (из Kaiju No.8) и «Fire (Official UEFA Euro 2024 Song)» с Meduza и Leony. Последние три были включены только в делюкс-издание альбома. «Hurt» последовал в качестве девятого сингла 5 июля 2024 года, что сделало его первым, выпущенным после анонса альбома. Ремикс песни с Jelly Roll был выпущен 22 ноября. «Sink or Swim» был выпущен как десятый сингл 29 августа вместе с музыкальным клипом.

## Список композиций
| №                   | Название                                                   | Автор(ы) | Producer(s)                                            | Длительность |
| ------------------- | ---------------------------------------------------------- | --- | ------------------------------------------------------ | ------------ |
| 1.                  | «Artificial Paradise»                                      | John Nathaniel Josh Varnadore                                                                                         | Nathaniel Joe Henderson [v]                            | 1:38         |
| 2.                  | «Hurt»                                                     | Ryan Tedder Tyler Spry                                                                                                | Tedder Spry [p] Henderson [v]                          | 2:41         |
| 3.                  | «Sink or Swim»                                             | Tedder Brent Kutzle Nathaniel Simon Oscroft Varnadore                                                                 | Kutzle Nathaniel Oscroft                               | 2:34         |
| 4.                  | «Last Holiday»                                             | Tedder Kutzle Noel Zancanella                                                                                         | Kutzle Zancanella [a] Henderson [v]                    | 3:16         |
| 5.                  | «I Ain’t Worried»                                          | Ryan Tedder Brent Kutzle John Eriksson Peter Morén Tyler Spry Björn Yttling                                           | Tedder Kutzle Oscroft Spry Nathaniel [c]               | 2:28         |
| 6.                  | «Red Light Green Light»                                    | Tedder Kutzle Nathaniel                                                                                               | Kutzle Nathaniel                                       | 2:15         |
| 7.                  | «Serotonin»                                                | Tedder Kutzle Spry Varndore                                                                                           | Spry [p] Henderson [v]                                 | 3:28         |
| 8.                  | «Singapore»                                                | Nathaniel Brian Willett                                                                                               | Nathaniel Willett                                      | 3:28         |
| 9.                  | «Room for You»                                             | Tedder Kutzle Spry Zancanella                                                                                         | Kutzle Spry Henderson [v]                              | 2:47         |
| 10.                 | «Stargazing»                                               | Tedder Brandyn Burnette Henderson Kutzle Chase Stockman                                                               | Kutzle Stockman Eddie Fisher Henderson                 | 2:40         |
| 11.                 | «Entr’acte»                                                | Brandon Collins | Kutzle Collins                                         | 1:12         |
| 12.                 | «West Coast»                                               | Tedder Kutzle Robin Fredriksson Mattias Larsson Justin Tranter Zancanella                                             | Tedder Kutzle Mattman & Robin Nathaniel Zancanella [a] | 3:14         |
| 13.                 | «Runaway»                                                  | Tedder Thomas Bangalter Guy-Manuel de Homem-Christo Kutzle Noah Lennox Ben Samama Johnny Simpson Nolan Sipe Varnadore | Kutzle Nathaniel Samama                                | 2:25         |
| 14.                 | «Sunshine»                                                 | Tedder Kutzle Zach Skelton Casey Smith Spry Zancanella                                                                | Tedder Kutzle Oscroft Spry Henderson [v]               | 2:43         |
| 15.                 | «Mirage» (for Assassin’s Creed Mirage; with Mishaal Tamer) | Tedder Mishaal Tamer Brendan Angelides Grant Boutin Will Jay Coleton Rubin                                            | Boutin Tedder                                          | 2:13         |
| Общая длительность: | Общая длительность:                                        | Общая длительность:                                                                                                   | Общая длительность:                                    | 38:25        |

| №                   | Название                                                      | Автор(ы)                                                                                                   | Producer(s)                         | Длительность |
| ------------------- | ------------------------------------------------------------- | --- | ----------------------------------- | ------------ |
| 16.                 | «Nobody» (from Kaiju No. 8)                                   | Tedder Kutzle Henderson Spry Varandore                                                                     | Kutzle Henderson Nathaniel Spry     | 2:33         |
| 17.                 | «I Don’t Wanna Wait» (with David Guetta)                      | David Guetta Tedder Kutzle Jakke Erixson Gregory Hein Michael Pollack Timofey Reznikov Spry Josh Varnadore | Guetta Kutzle Erixson Reznikov Spry | 2:29         |
| 18.                 | «Fire (Official UEFA Euro 2024 Song)» (with Meduza and Leony) | Luca de Gregorio Mattia Vitale Simone Giani Tedder Kutzle Leonie Burger Spry Varnadore Vitali Zestovskih   | Meduza                              | 2:48         |
| Общая длительность: | Общая длительность:                                           | Общая длительность:                                                                                        | Общая длительность:                 | 46:15        |

| №                   | Название                                           | Автор(ы)                      | Producer(s)           | Длительность |
| ------------------- | -------------------------------------------------- | ----------------------------- | --------------------- | ------------ |
| 19.                 | «Hurt» (with Jelly Roll)                           |                               |                       | 2:37         |
| 20.                 | «I Don’t Wanna Wait» (acoustic; with David Guetta) |                               |                       | 2:32         |
| 21.                 | «Sink or Swim» (acoustic)                          |                               |                       | 2:37         |
| 22.                 | «Nobody» (from Kaiju No. 8; acoustic)              |                               |                       | 2:33         |
| 23.                 | «Stargazing» (acoustic)                            |                               |                       | 2:39         |
| 24.                 | «Runaway» (acoustic)                               |                               |                       | 2:24         |
| 25.                 | «You Were Loved» (acoustic; with Gryffin)          | Daniel Griffith Tedder Kutzle | Gryffin Tedder Kutzle | 3:36         |
| 26.                 | «I Ain’t Worried» (acoustic)                       |                               |                       | 2:30         |
| 27.                 | «Sunshine» (acoustic)                              |                               |                       | 2:53         |
| 28.                 | «West Coast» (acoustic)                            |                               |                       | 3:28         |
| Общая длительность: | Общая длительность:                                | Общая длительность:           | Общая длительность:   | 74:04        |

| №                   | Название                                                   | Автор(ы)                                                                                                   | Producer(s)                                        | Длительность |
| ------------------- | ---------------------------------------------------------- | --- | -------------------------------------------------- | ------------ |
| 1.                  | «Artificial Paradise»                                      | |                                                    | 1:38         |
| 2.                  | «Hurt»                                                     | |                                                    | 2:41         |
| 3.                  | «Sink or Swim»                                             | |                                                    | 2:34         |
| 4.                  | «Mirage» (for Assassin's Creed Mirage; with Mishaal Tamer) | Ryan Tedder Mishaal Tamer Brendan Angelides Grant Boutin Will Jay Coleton Rubin                            | Boutin Tedder                                      | 2:13         |
| 5.                  | «Sunshine»                                                 | Tedder Kutzle Zach Skelton Casey Smith Spry                                                                | Tedder Kutzle Oscroft Spry                         | 2:43         |
| 6.                  | «I Don’t Wanna Wait» (with David Guetta)                   | David Guetta Tedder Kutzle Jakke Erixson Gregory Hein Michael Pollack Timofey Reznikov Spry Josh Varnadore | Guetta Kutzle Erixson Reznikov Spry                | 2:29         |
| 7.                  | «I Ain’t Worried»                                          | Tedder Brent Kutzle John Eriksson Peter Morén Tyler Spry Björn Yttling                                     | Tedder Kutzle Simon Oscroft John Nathaniel Spry    | 2:28         |
| 8.                  | «Entr’acte»                                                | |                                                    | 1:12         |
| 9.                  | «West Coast»                                               | Tedder Kutzle Robin Fredriksson Mattias Larsson Justin Tranter Noel Zancanella                             | Tedder Kutzle Mattman & Robin Nathaniel Zancanella | 3:14         |
| 10.                 | «Nobody» (from Kaiju No. 8)                                | Tedder Kutzle Joe Henderson Spry Varandore                                                                 | Kutzle Henderson Nathaniel Spry                    | 2:33         |
| 11.                 | «Serotonin»                                                | |                                                    | 3:28         |
| 12.                 | «Red Light Green Light»                                    | |                                                    | 2:15         |
| 13.                 | «Runaway»                                                  | Tedder Kutzle Ben Samama Johnny Simpson Nolan Sipe Varnadore                                               | Kutzle Loren Ferard Nathaniel Samama               | 2:25         |
| 14.                 | «Last Holiday»                                             | |                                                    | 3:16         |
| 15.                 | «Singapore»                                                | |                                                    | 3:28         |
| Общая длительность: | Общая длительность:                                        | Общая длительность:                                                                                        | Общая длительность:                                | 38:37        |

| №                   | Название                                                      | Автор(ы)                                                                                                 | Producer(s)                            | Длительность |
| ------------------- | ------------------------------------------------------------- | --- | -------------------------------------- | ------------ |
| 16.                 | «Stargazing»                                                  | Tedder Brandyn Burnette Henderson Kutzle Chase Stockman                                                  | Kutzle Stockman Eddie Fisher Henderson | 2:40         |
| 17.                 | «Room for You»                                                | Tedder Kutzle Spry Zancanella                                                                            | Kutzle Spry Henderson [v]              | 2:47         |
| 18.                 | «Fire (Official UEFA Euro 2024 Song)» (with Meduza and Leony) | Luca de Gregorio Mattia Vitale Simone Giani Tedder Kutzle Leonie Burger Spry Varnadore Vitali Zestovskih | Meduza                                 | 2:48         |
| Общая длительность: | Общая длительность:                                           | Общая длительность:                                                                                      | Общая длительность:                    | 46:15        |

## Хит-парады

### Еженедельные хит-парады
| Хит-парад (2024)                      | Высшая строчка |
| ------------------------------------- | -------------- |
| Australian Albums (ARIA)              | 61             |
| Австрия (Ö3 Austria)                  | 8              |
| Бельгия/Фландрия (Ultratop)           | 80             |
| Бельгия/Валлония (Ultratop)           | 127            |
| Канада (Canadian Albums Chart)        | 24             |
| Франция (SNEP)                        | 14             |
| Германия (Offizielle Top 100)         | 23             |
| Ирландия (IRMA)                       | 90             |
| Italian Albums (FIMI)                 | 36             |
| Япония (Oricon)                       | 46             |
| Japanese Digital Albums (Oricon)      | 19             |
| Japanese Hot Albums (Billboard Japan) | 40             |
| Lithuanian Albums (AGATA)             | 54             |
| New Zealand Albums (RMNZ)             | 25             |
| Польша (ZPAV)                         | 35             |
| Португалия (AFP)                      | 77             |
| Шотландия (Scottish Albums Chart)     | 15             |
| Испания (PROMUSICAE)                  | 38             |
| Швейцария (Schweizer Hitparade)       | 8              |
| Великобритания (UK Albums Chart)      | 46             |
| США (Billboard 200)                   | 50             |

### Хит-парады конца года
| Хит-парад (2024)     | Строчка |
| -------------------- | ------- |
| French Albums (SNEP) | 186     |

## Сертификация
| Регион                                                                      | Сертификация  | Продажи |
| --------------------------------------------------------------------------- | ------------- | ------- |
| Канада (Music Canada)                                                       | 2× Платиновый | 160 000 |
| Данные о продажах + прослушиваниях приведены только на основе сертификации. |               |         |